# Иван Рибар
Иван Рибар (Вукманић, код Карловца, 21. јануар 1881 — Загреб, 2. фебруар 1968) био је хрватски и југословенски политичар из времена Аустроугарске, Краљевине СХС и ФНР Југославије, учесник Првог светског рата и Народноослободилачке борбе и јунак социјалистичког рада.
Право је студирао у Бечу, Прагу и Загребу. Током студија политички се ангажовао међу хрватском националном омладином. Након дипломирања, био је један од оснивача Хрватске напредне демократске странке (ХНДС), која је била део Хрватско-српске коалиције. Стекао је докторат из области права. Од 1907. живео је у Ђакову, где је радио као адвокат и политички деловао. У Загребу је 1909. је докторирао право, а 1913. је изабран за заступника у Хрватском сабору. Био је делегат у Парламенту Краљевине Угарске у Будимпешти. Борио се против германофилске политике и залагао се за јединство Хрвата и Срба, као и стварање југословенске државе.
За време Првог светског рата, мобилисан је у Аустроугарску војску. Најпре се налазио у источној Босни, а потом у Галицији на руском фронту. Од 1915. поново је учествовао у раду Хрватског сабора, а октобра 1918. у стварању Народног већа Словенаца, Хрвата и Срба. Марта 1919. изабран је за потпредседника Привременог народног представништва Краљевине СХС. Исте године приступио је Југословенској демократској странци (ЈДС). Након првих избора, од децембра 1920. до октобра 1922. био је председник Уставотворне скупштине.
Приликом расцепа у Демократској странци, подржао је Љубу Давидовића и његову политику новог „народног споразума”, а након увођења Шестојануарске диктатуре, 1929. године, налазио се у опозицији. Активно се бавио адвокатуром и пред судом бранио многе познате комунисте. Био је друштвено активан и учествовао у раду Соколског друштва. Од 1935. залагао се за политику народног фронта и вршио политичку агитацију, због чега је 1938. искључен из странке. Потом је формирао сопствену групу Демократску левицу, која је сарађивала са левим земљорадницима, републиканцима и другим опозиционим странкама и групама, међу којима и илегалном Комунистичком партијом Југославије (КПЈ), с обзиром да му је старији син Иво Лола био комуниста и секретар Савеза комунистичке омладине Југославије (СКОЈ). Од 1939. био је председник Друштва пријатеља СССР.
Након окупације Југославије, 1941. илегално је боравио у Београду до лета 1942. када се пребацио у Загреб, одакле је у јесен исте године отишао у Босну, где је ступио у партизане. Новембра 1942. на Првом заседању Антифашистичког већа народног ослобођења Југославије (АВНОЈ) изабран је за председника његовог Извршног одбора. Током 1943. учествовао је у борбама на Неретви и Сутјесци. Новембра 1943. на Другом заседању АВНОЈ-а изабран је за председника његовог Председништва. Августа 1945. постао је председник Председништва Привремене народне скупштине. Од јануара 1946. до јануара 1953. био је председник Президијума Народне скупштине ФНРЈ (шеф државе). Био је члан Председништва Социјалистичког савеза радног народа Југославије (ССРНЈ). Објавио је четири књиге Записа и три мемоарске књиге.
Године 1961. повукао се из активне политике. Преминуо је 2. фебруара 1968. године у војној болници у Загребу. Сахрањен је на Мирогоју. Носилац је Партизанске споменице 1941. и других одликовања, међу којима су два Ордена југословенске заставе са лентом. Орденом јунака социјалистичког рада одликован је 1961. године.
У току Народноослободилачко рата (НОР), у јесен 1943, у размаку од месец дана, погинула су му оба сина — Иво Лола (1916—1943) и Јурица (1918—1943), а наредне године и прва супруга Тоница (1882—1944).

## Биографија
Рођен је у 21. јануара 1881. у селу Вукманићу, код Карловца. Његов отац Андрија (1853—1940) био је из оближњег села Рибари, где је одрастао у великој породичној задрузи, чији је старешина био његов отац Јосип. После завршене основне и средње школе, похађао је Учитељску школу (препарандију) у Петрињи, а након њеног завршетка службовао је у Вукманићу. Овде се оженио Емилијом Пинтар (1855—1922), званом Милка, ћерком Ивана Пинтара, учитеља и управитеља средње реалке у Рековцу. У браку су изродили четворо деце — Андрију (1879—1951), Ивана, Марицу (1882—1952) и Милана (1894—1984). Основну школу Иван Рибар је похађао у родном месту, где му је учитељ био његов отац. Поред хрватске, ову школу похађала су и деца из оближњих српских села, која су припадала тадашњој општини Вукманић. Како је био пројугословенски оријентисан, његов отац је своју децу, као и ученике, учио да су Хрвати и Срби, два братска народа.
Након завршене основне школе, Иван и његов старији брат, похађали су гимназију у Карловцу. Како отац није имао средстава да школује сву децу, они су током школовања у Карловцу морали сами зарађивати за живот. Радили су разне физичке послове и давали додатне часове слабијим ученицима, из богатијих кућа. Као ученик гимназије, активно се бавио писањем — песама, новела, причи и приповетки, а интересовао се и за стране језике. Поред писања, активно се бавио спортом и гимнастиком. Како је добро знао немачки језик, преплатио се на Рекламну библиотеку и преко ње читао значајна дела светске књижевности. Са другим ученицима, учествовао је у оснивању литерарне и музичке секције, а предавачи на овим секцијама били су Светозар Прибићевић, Стјепан Радић, Силвије Страхимир Крањчевић и др.

### Студије и почетак политичке активности
У вишим разредима гимназије, учио је стенографију, па се након матуре 1899. и положеног државног испита из стенографије и запослио као стенограф при Хрватском сабору у Загребу и Далматинском сабору у Задру. Рад у овим саборима омогућио му је да упозна најистакнутије политичке личности тога доба, али и финансијску подршку да исте године упише право на Универзитету у Бечу, где се прикључио групи национално опредељених хрватских студената. Из Беча је прешао на Универзитет у Прагу, где је слушао предавања професора Томаша Масарика, каснијег првог председника Чехословачке. Масарик, који је предавао социологију, оставио је на њега велики утицај, па је одлазио да слуша његова предавања о реалистичној народној политици и изван факултета. Из Прага се вратио у Загреб, где је наставио студије, али и почео са политичком активношћу. Био је један од агитатора реалне народне политике уперене против бана Куена Хедерварија, који је од 1883. управљао Краљевином Хрватском и Славонијом и спроводио проугарску политику. Маја 1903. учествовао је у Загребу на масовним демонстрацијама против бана, након којих је Хедервари премештен на функцију премијера Краљевине Угарске. Припадао је хрватској напредној омладини и активно учествовао у свим акцијама против „мађарона”, али и „франковаца”, односно чланова Чисте странке права (ЧСП), коју је предводио Јосип Франк и која се борила против уједињења јужнословенских народа. Један је од оснивача Хрватске напредне демократске странке (ХНДС), која је настала јуна 1906. уједињењем Хрватске напредне странке (ХНС) из Загреба и Демократске странке (ДС) из Сплита. Ова странка била је део Хрватско-српске коалиције, створене децембра 1905, која се борила за народно јединство Хрвата и Срба и против владајуће германофилске политике.
Након дипломирања на Правном факултету у Загребу, 1904. отишао је на одслужење једногодишњег војног рока у Аустроугарску војску. Служио је најпре у Бечу, а потом у Ријеци. По повратку из војске 1906, као члан Хрватско-српске коалиције, јавно је иступао пред сељацима на политичким зборовима на Кордуну и позивао их да гласају за кандидате ове коалиције на изборима за Сабор. Из политичких разлога, одбио је чиновничку службу у државном апарату Аустроугарске и отишао у адвокате. Након завршеног приправничког стажа, постао је самостални адвокат, а по налогу Хрватске демократске напредне странке, преселио се 1907. у Славонију. У Ђакову, седишту Ђаковачко-сремске бискупије, тада је нагло нарастао клерикализам па је руководство странке тамо упутило Рибара како би радио на организовању и ширењу странке. Упркос одређеним политичким сметњама, убрзо је као адвокат постао популаран у Ђакову и околини. Поред политике и адвокатуре, био је активан и на просветно-културном пољу, али и као спортиста у Соколу, а касније и старешина Соколског друштва. Један од оснивача и први председник првог фудбалског клуба у Ђакову. Такође, бавио се и новинарством и био главни уредник Ђаковачких хрватских пучких новина. Право је докторирао је 1909. у Загребу.

### Политичка активност до 1918.
Његова политичка активност у Ђакову била је веома жива, посебно од 1910. када је у овде дошао нови бискуп Иван Крапац, присталица проугарске политике, који је подржавао режим бана Николе Томашића и активно сарађивао са политичарем Ловором Радичевићем, отвореним заступником „мађаронске” политике. У Ђаковачким пучким новинама оштро је нападао Крапца и Радичевића као експоненте Томашићевог режима, због чега је у листу ђаковачког капитола називан „безверцем”, „безбожником”, „отпадником од цркве” и др. Упркос оптужбама од цркве, његов углед код народа је растао, а његови зборови били су добро посећени. Са другим првацима Хрватско-српске коалиције, током 1912. активно је учествовао у борби против реакционарног режима бана и краљевског комесара Славка Цуваја, који је одмах по доласку на дужност распустио Хрватски сабор и завео апсолутизам. После два неуспешна атентата, Цувај је крајем 1912. повучен из Загреба, а нова чиновничка влада расписала је изборе за Хрватски сабор. Како би приликом избора за народног заступника победиле владиног кандидата, опозиционе странке у Ђакову су истицале заједничког кандидата. На изборима децембра 1911, опозициони кандидат био је Антон Шварцмајер, али није успео да победи владиног кандидата Ловру Радичевића. Приликом припрема за нове изборе 1913. Хрватско-српска коалиција је у ђаковачком котару за свог кандидата предложила Ивана Рибара, а његову кандидатуру подржали су и локални одбори Социјалдемократске странке Хрватске и Славоније (СДСХиС) и Странке права (СП). Група конзервативаца била је незадовољна избором заједничког кандидата, па је Шварцмајер отпутовао у Загреб и од барона Владимира Николића Подринског добио подршку да буде заједнички кандидат удружених опозиционих странака у ђаковачком срезу. Имајући подршку народа, али и одређених политичких кругова, посебно социјалдемократа, Рибар се тада, упркос противљењу руководства Хрватско-српске коалиције, кандидовао као независни кандидат. На изборима, одржаним децембра 1913, освојио је највише гласова и победио и владиног и опозиционог кандидата.
Након избора за народног заступника, руководство Хрватско-српске коалиције прихватило га је као свог заступника, па је на првој седници сабора 20. децембра 1913. изабран за првог секретара председника Хрватског сабора Богдана Медаковића. У Сабору је поред функције заступника и секретара председника, обављао и дужности привременог саборског бележника, члана Одбора за петиције и притужбе, као и члана депутације за обнову финансијске нагодбе. Са председником и потпредседником Хрватског земаљског сабора налазио се почетком 1914. у аудијенцији код цара Фрање Јосифа. Као један од најмлађих заступника, али и заступник који је независно изабран, није се у потпуности саглашавао са политиком Хрватско-српске коалиције, већ је у одређеној дози задржао сопствени политички став, па је једини од заступника стао у одбрану прогоњене социјалистичке штампе приликом доношења Закона о штампи. Као саборски заступник, био је један од делегата који су Хрватски земаљски сабор заступали у заједничком парламенту Краљевине Угарске у Будимпешти, где је све до 1918. заступао политичку линију Хрватско-српске коалиције и јединства хрватског и српског народа.
Јула 1914, месец дана након атентата на надвојводу Франца Фердинанда у Сарајеву, Аустроугарска је објавила рат Краљевини Србији, чим је отпочео Први светски рат. Одмах потом, затворен је Хрватски сабор, а Рибар је као резервни официр (поручник) мобилисан у Аустроугарску војску. Налазио се у 78. пуковнији 13. пешачке бригаде, која је била у саставу 7. пешадијске дивизије из Осијека, а формацијски у саставу 13. хрватско-славонског корпуса из Загреба, односно Шесте аустроугарске армије, под командом Оскара Поћорека. На почетку рата налазио се у Мрзовићу, код Ђакова, одакле је 78. пуковнија пребачена у источну Босну. Током напада аустроугарских снага на Србију, распоређен је у команди места у Калесији, код Зворника. Ова команда водила је контролу о војним формацијама које су одлазиле на фронт и конвојима рањеника евакуисаних у позадину, који су пролазили путем од Брчког ка Зворнику и вршила контролу локалног становништва и околине. Након пропасти прве аустроугарске офанзиве на Србију, крајем августа 1914, 78. пуковнија се повукла у Срем, а Рибар је тада боравио у Моровићу. После неуспеха друге аустроугарска офанзива на Србију, у јесен 1914, као присталица „уједињења јужнословенских народа и пријатељ Србије”, како је окарактерисан од више команде, пребачен је у један немачки пук и упућен на Руски фронт у северној Галицији. Недуго потом, фебруара 1915, његови саборци из 78. пуковније, са другим јединицама из 13. хрватско-славонског корпуса, прикључени су Другој аустроугарској армији и упућени у Галицију, где су вођене тешке борбе са Руском армијом.
Аустроугарске власти су почетком 1915. одлучиле да поново отворе Хрватски сабор, па је као заступник позван да се са врати са фронта. Из Лавова је преко Будимпеште и Беча стигао у Загреб, где је 1. јуна 1915. присуствовао првом заседању сабора након дуже паузе. У току великих битака Првог светског рата, са другим саборским заступницима потписао је позив упућен свим члановима Соколског друштва да буду иницијатори и борци за уједињење југословенских народа. Још у Ђакову, био је активан у друштву „Хрватски сокол”, које је основано 1906. године. Са апотекаром Лујом Шиматом, изабран је 1908. у руководство Соколског друштва (Шимат је био председник, а Рибар секретар). Након Шиматове смрти, 1912. његова супруга Антонија напустила је Ђаково и са троје мале деце прешла у Загреб, где се августа 1915. удала за Ивана Рибара. Марта 1916. родио им се први син, који је на крштењу добио име Иван, али је остао упамћен по својим надимцима Иво и Лола.
Након што је 1917. дефинитивно демобилисан из војске, са породицом се вратио у Ђаково, где је обновио адвокатску канцеларију, коју су током рата демолирали „франковци” и „клерикалци” (претече усташа). Овде се марта 1918. радио његов млађи син Ђурица, који је остао упамћен по надимку Јурица. Октобра 1918, са другим првацима Хрватско-српске коалиције, учествовао је у стварању Народног већа Словенаца, Хрвата и Срба и био изабран за члана његовог Централног одбора. Народно веће је 19. октобра одбацило манифест цара Карла I о организацији монархије као савезне тријалистичке монархије и 29. октобра 1918. прекинуло све односе са Аустроугарском, док је Хрватски сабор поништио односе Краљевине Хрватске и Славоније и Краљевине Далмације са Краљевином Угарском и Аустроугарском, чиме је неважећом проглашена Хрватско-угарска нагодба из 1868. године. У тренутку општег расула Аустроугарске, од припадника Хрватског домобранства и бивших аустроугарских војника, као и припадника разних удружења (највише Хрватског сокола) формиране су тзв. „народне страже”, чији је задатак био да сузбију пљачку и анархију „зеленокадроваца” и цивила. Као један од угледнијих грађана Ђакова, Рибар је био командант Народне страже у овом граду.

### На челу Народне скупштине
Након проглашења Краљевства Срба, Хрвата и Словенаца, 1. децембра и формирања прве Владе, 20. децембра 1918. сазвано је фебруара 1919. Привремено народно представништво Краљевства Срба, Хрвата и Словенаца, чији је задатак био да кроз законодавни рад постави правне основе прве југословенске државе и изврши припреме за избор Уставотворне скупштине. На првој седници Привременог народног представништва 1. марта 1919. извршен је избор његовог руководства — за председника је изабран Драгољуб Дража Павловић, а за потпредседнике Франц Јанковић и Иван Рибар. Када је априла 1920. Павловић умро, Рибар га је као први потпредседник замењивао све до септембра 1920. када је за председника изабран Станојло Вукчевић. Под његовим председниковањем донет је Закон о избору народних посланика за Уставотворну скупштину.
Са другим првацима Хрватско-српске коалиције учествовао је почетком 1919. у стварању Југословенске демократске странке (ЈДС), у коју су поред странака из Хрватско-српске коалиције ушле — Самостална радикална странка (СРС) и Народна напредна странка (ННС). Био је члан Главног одбора, а касније и потпредседник, Југословенске демократске странке и њен кандидат за народног посланика у осијечком изборном округу на изборима за Уставотворну скупштину, новембра 1920. године. На првом заседању Уставотворне скупштине Краљевине СХС, 23. децембра 1920. изабран је за првог председника Скупштине, док су за потпредседнике изабрани Милош Ћосић, Халид бег Храсница и Славко Милетић. Након усвајања Устава Краљевине СХС, 28. јуна 1921. Уставотворна скупштина је претворена у ванредни сазив Народне скупштине Краљевине СХС, који је функционисао до 20. октобра 1922. када је ванредни сазив претворен у други редовни сазив. Приликом конституисања нове скупштине, уместо Рибара за председника Народне скупштине изабран је Едо Лукинић.
У време док се налазио на челу Привременог народног представништва и Уставотворне скупштине, младу Краљевину потресали су бројни политички проблеми — Хрватска пучка сељачка странка (ХПСС) предвођена Стјепаном Радићем противила се уједињењу и захтевала хрватску аутономију у оквиру нове државе; у граничним областима са Италијом, Мађарском и Албанијом избијали су сукоби због успостављања нових граница; Комунистичка партија Југославије (КПЈ) борила се за боље услове живота радника и других социјалних група организујући бројне штрајкове и претећи социјалистичком револуцијом; извршени је атентат на регента Александра и убијен министар Милорад Драшковић, након чега је забрањен рад КПЈ и др. Ово је утицало да се у периоду од децембра 1920. до децембра 1922. формира укупно девет влада, на чијем су се челу налазили — Стојан Протић, Љубомир Давидовић, Миленко Веснић и Никола Пашић. Услед доброг резултата Комунистичке партије и Хрватске пучке сељачке странке на изборима 1920, нову Владу морала је да формира демократско-радикалска већина, али због унутрашњих разлика, њихова коалиција није дуго трајала, па су нови избори одржани марта 1923. године. Политички проблеми утицали су и на односе у Југословенској демократској странци (ЈДС) и стварање унутрашње кризе. Са Љубом Давидовићем, септембра 1922. присуствовао је Конгресу јавних радника у Загребу, на коме је тражена ревизија Устава, што је изазвало проблеме у странци. Главни извршни одбор ЈДС осудио их је због присуства Конгресу, а Рибар због тога није изабран за председника Народне скупштине, децембра 1922. године.

### Политичка активност до 1929.
Како је због политичких обавеза све више времена проводио у Београду, овде је 1923. из Ђакова преселио своју породицу. Живели су најпре у Фабрици шећера на Чукарици, а 1928. су се преселили у кућу у Француској улици 32. У Београду је био председник Осмог рејона Југословенске демократске странке, а учествовао је и у раду других друштвених организација. Као ранији члан Хрватског сокола у Ђакову, након пресељења у Београд постао је члан Соколског савеза Југославије. Био је члан Управе и једно време председник друштва „Соко I”, а касније у време све већег омасовљења соколског покрета, радио је на формирању новог соколског друштва „Соко II” у околини Саборне цркве. Ново друштво брзо је стекло популарност и имало преко хиљаду чланова, а важило је за једно од најбољих у Југославији. Соколске академије овог друштва биле су веома популарне, а друштво је међу првима у Београду покренуло акцију за формирање терена тзв. „летњег вежбалишта” на Калемегдану. На челу „Сокола II” налазио се све до 1934, а крајем 1929. противио се формирању Сокола Краљевине Југославије, који је формиран Законом о Соколу чиме је извршено насилно уједињење словеначких Орлова, Хрватског сокола и Југословенског сокола. Соколска организација на чијем се челу налазио окупљала је доста студената и радника и била је до те мере опозиционо расположена да је одбијала учешће на великим соколским акцијама, као и учешће на великом соколском слету у Прагу 1932. године.
У Југословенској демократској странци заступао је политику „народног споразума” и сарадње са Хрватском републиканском сељачком странком (ХРСС), чији је лидер био Стјепан Радић и противник политике коју је водила Народна радикална странка и њен председник Никола Пашић. Године 1924. дошло је до тешке унутрашње кризе у Демократској странци око нерешеног „хрватског питања” у Југославији што је резултирало иступањем из странке групе Светозара Прибићевића и формирање Самосталне демократске странке. Иако је Прибићевића знао још из Хрватско-српске коалиције, остао је у странци и подржао Љубу Давидовића и његову политику сарадње са Хрватском сељачком странком, сматрајући је бољом од Прибићевићеве интегралне унитаристичке политике. Када је Прибићевић касније одустао од централизма и подржао федералистичко уређење, међу првима је поздравио његову одлуку и позвао га да се врати у Демократску странку. Давидовић је јула 1924. успео да формира Владу која је била прва „права југословенска влада” у коју су ушли Антон Корошец и Мехмед Спахо. Ову владу подржао је и Стјепан Радић, који је почетком 1925. био ухапшен, након чега се одрекао републиканизма и ушао у Владу Николе Пашића. Радић је фебруара 1927. поново отишао у опозицију, а јуна 1928. је рањен у атентату у Народној скупштини, након чега је преминуо. После атентата у скупштини, Рибар је захтевао од Демократске странке да у знак протеста не учествује у раду парламента. Када је јануара 1929. краљ Александар I Карађорђевић суспендовао Устав и увео тзв. „шестојануарску диктатуру” којом су суспендоване све политичке партије нашао се у опозицији у којој је остао све до Другог светског рата. Услед измене изборних закона, након укидања диктатуре, који су ишли у корист прорежимских странака више није биран за народног посланика.

### Опозиционо деловање и сарадња са комунистима
Неколико дана након увођења „шестојануарске диктатуре”, јануара 1929. започео је пред судом прву одбрану ухапшених комуниста. Као успешан адвокат, са Бором Продановићем и Владимиром Симићем, у периоду од 1929. до 1941. пред Државним судом за заштиту државе бранио је неколико десетина оптужених комуниста. Неки од његових клијената били су — Моша Пијаде, Иван Милутиновић, Тодор Вујасиновић, Душан Кнежевић, Игњац Краљ, Коста Стаменковић, Светозар Вукмановић, Лука Ненезић, Иван Крндељ, Карло Мразовић, Драги Стаменковић, Младен Ивековић и др, као и његов син Иво Лола Рибар. Борио се против полицијске тортуре, вршене у току истраге, а једном приликом је о кршењу закона и тортури над затвореницима у београдској „Главњачи”, разговарао са министром двора Миланом Антићем. Био је ангажован у борби против концентрационих логора, који су отварани за интернацију политичких затвореника у Вишеграду, Лепоглави и Билећи. Поред полицијских и судских органа, протесте против поступака и мучења у затворима, слао је домаћим и иностраним листовима.
Након парламентарних избора маја 1935, на којима је услед лошег изборног закона, владина листа предвођена Богољубом Јевтићем освојила 82 % посланичких мандата, а листа удружене опозиције предвођена Влатком Мачеком само 18 %, предложио је Југословенској демократској странци да преузме иницијативу за оснивање Народног фронта, по угледу на Народни фронт у Француској. Како је Демократска странка одбила овај предлог, самостално је са адвокатима Чедом Плећевићем, из Аранђеловца и Драгољубом Миловановићем Беном, из Крагујевца отпочео агитацију по Србији за оснивање Народног фронта слободе. На скупове је са собом водио старијег сина Иву Лолу, студента прве године Правног факултета, који је гледао оца како јавно иступа и правио своје прве политичке кораке. Руководство Демократске странке јавно је осудило њихову агитацију, али пошто се није мирио са оваквом ситуацијом, са Чедом Плећевићем, руководству странке поднео је меморандум, у коме су образложили потребе за хитно оснивање Удружене јединствене опозиције. Председник странке Љуба Давидовић, био је болестан, па је група политичара око њега (Милан Грол, Божидар Влајић и Радоје Кнежевић) преузела вођство над странком. Пред парламентарне изборе децембра 1938, одржан је конгрес Демократске странке, али је њему било онемогућено да му присуствује. На конгресу је дошло до сукоба између млађих политичких снага, које су захтевале окупљање опозиције, па и успостављање дипломатских односа са Совјетским Савезом и групе руководилаца окупљених око Љубе Давидовића. На предлог млађих страначких кадрова, за секретара Демократске странке тада је изабран Живорад Жика Поповић, професор из Шапца. Како би сузбила опозицију у странци, група око Љубе Давидовића је Ивана Рибара и Драгослава Смиљанића искључила из странке. Замерено му је што је за време „шестојануарске диктатуре” бранио комунисте пред судом и што су му синови Иво и Јурица комунисти. И поред искључења из странке, наставио је са политичким деловањем. Радио је на јединству и повезивању свих демократских снага, а основао је и политичку групу, коју је назвао „Демократска левица” и био њен председник. Потом се повезао са Народним фронтом, који је основан још 1937. на иницијативу илегалне Комунистичке партије Југославије (КПЈ).
У јесен 1938. Влада Краљевине Југославије одузела је држављанство и забранила повратак у земљу свим југословенским добровољцима који су учествовали у Шпанском грађанском рату. Франково заузимање Мадрида, марта 1939. означило је крај грађанског рата, након чега су припадници Интернационалних бригада прешли у Француску, где су смештени у сабирне логоре у близини Марсеља. Како нису могли да се врате у земљу, југословенски добровољци остали су „заробљени” у логорима на југу Француске. Како би им пружио помоћ, са другим члановима Адвокатске коморе Београда, формирао је Координациони одбор од свих комора (адвокатске, лекарске, инжењерске...) и других сличних професионалних организација, са задатком вршења притиска на југословенску владу ради одобрења њиховог повратка. Упркос разним напорима, као и разговорима са Драгишом Цветковићем и Влатком Мачеком, дозвола за повратак није добијена, али је било појединачних успеха да се неким добровољцима обезбеди повратак.
Средином 1940. налазио се на челу групе југословенских интелектуалаца који су основали Друштво пријатеља Совјетског Савеза, које се поред развијања културне сарадње, залагало и за успостављање дипломатских односа између Краљевине Југославије и Совјетског Савеза. Основао је Привремени одбор, израдио привремена правила друштва, прикупљао потписе и израду предлога за добијање дозволе за оснивање друштва и др. Покушај легализације Друштва вршен је и посредством личних веза, преко Михаила Константиновића министра у Влади Цветковић-Мачек, као и преко управника полиције Драгомира Дринчића, који је тражио знатне измене правилника Друштва, како би било формирано. Чланови Привременог одбора, чији је био председник били су: Синиша Станковић, Антун Аугустинчић, Исидора Секулић, Раша Плаовић, Лојзе Долинар, Сретен Стојановић, Павле Савић, Милован Ђилас, Родољуб Чолаковић, Радован Зоговић, Марко Ристић, Владислав Рибникар, Оскар Данон, Моша Пијаде, Владимир Симић, Симо Милошевић, Александар Вучо и др.
Посредством сина Лоле, који је био секретар Централног комитета Савеза комунистичке омладине Југославије (СКОЈ), половином фебруара 1941. у Београду се први пут састао са генералним секретаром КПЈ Јосипом Брозом Титом и са њим разговарао о настојањима Владе Цветковић-Мачек да Краљевину Југославију прикључи Тројном пакту, као и ставовима вођа Удружене опозиције. После разговора са Титом, састао се са Чедом Плећевићем, Драгославом Смиљанићем и Војином Гајићем и са њима закључио да треба да помогну напоре Комунистичке партије око концентрације свих демократских снага у борби против фашизма. Након војног пуча и обарања Владе, 30. марта 1941. поново се сусрео са Титом. Овом састанку, требали су да присуствују и лидери грађанских странака — Драгослав Смиљанић, Драгољуб Јовановић и Душан Богдановић, али се због Јовановићевог одустајања и његовог утицаја на Смиљанића, Тито састао само са Рибаром.

### Боравак у Београду и одлазак у партизане
Након војног пуча и свргавања Владе Цветковић-Мачек, марта 1941. мобилисан је као резервни капетан Југословенске војске (ЈВ). Убрзо потом почео је Априлски рат, а капитулација га је затекла у Рогатици, одакле се вратио у окупирани Београд. Пошто је породична кућа у Француској улици била оштећена у шестоаприлском бомбардовању, породица Рибар је изнајмила стан на Дедињу, на углу Улице генерала Штурма и Булевара кнеза Александра Карађорђевића (у близини данашњег стадиона Партизана). Након преласка Јосипа Броза Тита, из Загреба у Београд, у току маја 1941, успоставио је контакте са њим и почео да ради на успостављању веза са истакнутим представницима политичких странака и група, а нарочито са групом лево оријентисаних демократа и на њиховом укључивању у Народноослободилачки покрет (НОП).
Након напада на Совјетски Савез, 22. јуна 1941. окупатор и Специјална полиција почели су са хапшењем и прогоном свих људи који су од пре рата били регистровани као комунисти или њихови симпатизери, због чега су Рибар и његови синови морали прећи у илегалност. Лола се склонио у кућу Владислава Рибникара, која се налазила у близини, док се Јурица склонио у кућу његове девојке Иванке Ћуковић у Румунској улици (данас Ужичка улица), а касније у стан у оближњој Маглајској улици. После избијања оружаног устанка у Србији, као и стварање слободне територије, током јула и августа, Лола је половином септембра 1941, са Александром Ранковићем и Иваном Милутиновићем, напустио Београд и отишао у западну Србију. Убрзо након Лоле, Београд је почетком октобра напустио и Јурица. Одласком његових синова у партизане, постојао је план да и он, у пратњи сестара Иванке и Оливере Ћуковић, напусти Београд и оде у ослобођено Ужице, али је овај план пореметио почетак Прве непријатељске офанзиве.
Пошто му је боравак у Београду, као познатом антифашисти био све тежи, морао је да промени неколико илегалних станова. Између осталог, боравио је у болници Трговачке омладине; у кући Марка Анафа, у Улици краљевића Томислава на Котеж Неимару, где се налазило тајно склониште; као и стану своје поћерке Мире Вучковић, у Улици војводе Драгомира на Врачару. Упркос свим тешкоћама, одржавао је контакт са руководећим личностима НОП-а у Београду, а највише са Благојем Нешковићем, секретаром Покрајинског комитета КПЈ за Србију. Пошто су почетком 1942, око зграде у којој је становао, примећени агенти Специјалне полиције, морао је да напусти овај стан. Тада је посредством Нешковића, смештен у кућу у Чиновничкој колонији, у близини Аутокоманде. Ова кућа у власништву сестре Наде Андрејевић, супруге Ђорђа Андрејевића Куна била је стављена на располагање КПЈ, ради Ђорђевог скривања. У кући су као званични станари живели Надина сестра Параскева Јокић, са двоје мале деце и сестра и мајка Влајка Беговића. Кун је у сутерену куће изградио склониште, које је служило за сакривање илегалаца. Кућа је била једна од база Покрајинског комитета и за њу је знао само узак круг људи, а Куна и Рибара посећивао је Благоје Нешковић, који је становао у близини. Јуна 1942. Специјална полиција је трагајући за мужем Параскеве Јокић, који је побегао из затвора у Лазаревцу, извршила претрес куће, али није успела да открије склониште у коме су се налазили Кун и Рибар. За време боравка у кући, припремао се да напусти Београд, па је пустио браду и вежбао да храмље на једну ногу, како га неко не би препознао.
Након што су обезбеђене лажне исправе, које је израдио Ђорђе Андрејевић Кун, као и организован прихват и веза у Земуну и Загребу, крајем јула 1942. напустио је Београд. До Савског моста, где се налазио гранични прелаз између Недићеве Србије и Независне Државе Хрватске (НДХ) допратила га је Брана Перовић, док га је са друге стране сачекала Елза Метерли, курирка Покрајинског комитета, која га је одвела до куће Јелице Бабшек, у Улици цара Душана у Земуну, где га је чекао син Лола. У Земуну су тада, након одласка из Београда, боравиле Тоница и Божена, али се Рибар није сусрео са њима, због конспирације.
Дан након преласка у Земун, Лола и Иван су са лажним легитимацијама, издатим од Министарства хрватског домобранства, преко Винковаца отпутовали у Загреб, где их је сачекао Иван Стево Крајачић. Потом су аутобусом отишли у предграђе Врапче, где су се Рибари сместили у стан Анђеле Копинич, сестре Јосипа Копинича. Овде су боравили месец дана, након чега је Крајачић, уз помоћ двојице домобранских официра, који су били сарадници Народноослободилачког покрета, организовао њихово пребацивање из окупираног Загреба. Почетком септембра, сатник Фрањо Балон је полутеретним камионом пребацио Стеву Крајачића, Лолу и Ивана Рибара у Горњу Пургарију, где су преноћили. Потом су пешке отишли у Жумберак, одакле су се у пратњи Жумберачке партизанске чете, пребацили на Кордун, у седиште Главног штаба НОП одреда Хрватске, који се налазио у Горњем Будачком, код Слуња. Овде су се задржали неколико дана и ту је имао сусрет са Владимиром Бакарићем, политичким комесаром Главног штаба Хрватске, кога је пре рата бранио пред Судом за заштиту државе. Потом су преко Плитвичких језера, Коренице, Пљешевице и Доњег Лапца и Дрвара наставили пут за Врховни штаб НОП и ДВ Југославије, који се налазио у Млиништу, код Мркоњић Града. У Врховни штаб су стигли 26. септембра и истог дана их је примио Врховни командант НОВ и ПОЈ Јосип Броз Тито.

### Формирање АВНОЈ-а и Прво заседање
Након доласка на слободну територију, добио је задатак да са Мошом Пијаде, Иваном Милутиновићем, Веселином Маслешом и сином Лолом ради на припремама за конституисање Антифашистичког већа народног ослобођења Југославије (АВНОЈ), који је требао да као општенационално и општепартијско политичко представништво народа Југославије руководи радом Народноослободилачких одбора. Почетком октобра 1942, са члановима Врховног штаба и Централног комитета КПЈ, прешао је у Босански Петровац, где је са групом сарадника обилазио околна ослобођена места и присуствовао народним зборовима на којима су формирани Народноослободилачки одбори. Током боравка у Петровцу, новембра 1942. на предлог генералног секретара КПЈ Јосипа Броза Тита и чланова Политбироа ЦК КПЈ Ивана Милутиновића и Милована Ђиласа, партијска ћелија Врховног штаба, чији је секретар био свештеник Влада Зечевић примила га је у чланство Комунистичке партије Југославије (КПЈ).
Ослобођењем Бихаћа, који је постао центар велике слободне територије познате као „Бихаћка република”, интензивиран је рад на организовању Првог заседања АВНОЈ-а, које је одржано 26. и 27. новембра 1942. године. На заседању, којим је председавао, поред установљења АВНОЈ-а, као „револуционарне скупштине” формиран је и Извршног одбора АВНОЈ-а, који је вршио функцију „револуционарне владе” и имао одсеке за унутрашње послове, привредна, здравствена, социјална, просветна, пропагандна и верска питања. Поред Рибара, који је изабран за председника, Извршни одбор је имао тројицу потпредседника — Едвард Кардељ, Нурија Поздерац и Павле Савић, док су неки од чланова били: Иван Милутиновић, Веселин Маслеша, Симо Милошевић, Миле Перуничић, Влада Зечевић и др.
Током децембра 1942. као гост је присуствовао Првој земаљској конференцији жена Југославије, у Бихаћу и Првом конгресу антифашистичке омладине Југославије, у Босанском Петровцу. Учествовао је и на неколико народних зборова одржаних у околини Бихаћа и Цазину. Почетком јануара 1943. присуствовао је свечаном скупу поводом доласка Владимира Назора и Ивана Горана Ковачића у партизане, као и смотри јединица Четврте крајишке дивизије, коју је у Јасеници извршио Врховни командант НОВ и ПОЈ.

### У непријатељским офанзивама 1943.
Када је крајем јануара 1943. отпочела операција „Вајс I”, односно прва етапа Четврте непријатељске офанзиве, са члановима Врховног штаба и Извршног одбора АВНОЈ-а учествовао је у повлачењу ка долини Раме. Иако је имао 62 године, успешно је подносио напорне маршеве по великој хладноћи и нападе непријатељске авијације. Присуствовао је 28. фебруара 1943. седници Врховног штаба на којој је у критичном моменту, за спас рањеника и Централне болнице, донета одлука о противудару код Горњег Вакуфа. Тада је извршена подела чланова Извршног одбора АВНОЈ-а, па су Нурија Поздерац, Иван Милутиновић, Влада Зечевић и Иван Рибар остали са Врховним штабом, а остали су упућени у јединице на нове дужности.
Након борби на Неретви, половином марта 1943. прешао је Неретву и у околини Фоче, са Врховним штабом, боравио скоро читав април. Почетком маја 1943. прешли су на Жабљак, где их је затекао почетак Пете непријатељске офанзиве, током које је страдало неколико чланова Извршног одбора АВНОЈ-а: Нурија Поздерац, Симо Милошевић, Веселин Маслеша, као и песник Горан Ковачић. У најтежим данима битке на Сутјесци, са Владимиром Назором налазио се у Штабу Седме банијске дивизијом, чији су командант и комесар били Павле Јакшић и Ђуро Кладарин. За време битке, сусрео се на Зеленгори са сином Јурицом, који му је причао о погибији његових сабораца на Љубином гробу. У циљу пробоја из непријатељског окружења, партизанске снаге су почетком јуна 1943. подељене у два дела — Прва и Друга дивизија чиниле су северну, а Трећа и Седма дивизија, са око две хиљаде рањеника, јужну групу. Задатак северне групе био је да се преко Сутјеске и Зеленгоре пробије у правцу источне Босне, а јужне групе да се преко Таре пробије у правцу Санџака. Након неуспелог пробоја преко Таре, јужна група је кренула ка северној. Седма дивизија, са око 600 рањеника, успела је да се 9. јуна повеже са јединицама северне групе, након чега се пробила из окружења.
Врховни штаб НОВ и ПОЈ је након пробоја на Сутјесци, крајем јуна 1943. боравио у источној Босни. Овде је око 20. јуна у селу Боговићима, код Пала на уласку у пећину, Саво Оровић направио чувену фотографију рањеног Тита у друштву Ивана Рибара. Са Романије, Врховни штаб је отишао у правцу Олова и Кладња, а одатле крајем јула 1943. према Петровом Пољу. Разматрајући новонасталу војно-политичку ситуацију у Европи, као и могућу капитулацију Италије, Врховни штаб је половином августа 1943. у Хрватску упутио Седму банијску дивизију и Прву далматинску бригаду, као и групу војно-политичких руководилаца, међу којима су били — Сретен Жујовић, Милован Ђилас, Иво Лола Рибар, Велимир Терзић, Влада Зечевић, Владимир Назор и Иван Рибар. Пут за Лику, водио их је преко Дрвара, где су имали сусрет са Славком Родићем, командантом Првог босанског корпуса и Ђуром Пуцаром Старим, секретаром Окружног комитета КПЈ за Босанску крајину. У ослобођеном Оточцу, центру слободне територије Лике, у коме се налазило руководство ЗАВНОХ-а, Главног штаба Хрватске и неколико чланова ЦК КП Хрватске, боравио је до половине септембра 1943. године. Овде се сусрео са Антуном Аугустинчићем, Светозаром Ритигом и др, а извесно време са Владом Зечевићем је боравио и на острву Крку.

### Друго заседање АВНОЈ-а и крај рата
Након капитулације Италије, у пратњи Владе Зечевића, Едварда Кардеља и Франца Лескошека, отишао је у Словенију. Почетком октобра 1943. присуствовао је Коческом збору на коме је формиран Словеначки народноослободилачки одбор и изабрани словеначки делегати за АВНОЈ. Након заседања, Рибар и Зечевић су се вратили у Лику, где су половином октобра у Плашком присуствовали Другом заседању ЗАВНОХ-а. Са групом од шездесетак делегата из Хрватске и Словеније, крајем новембра дошао је у Јајце, где се након дужег времена сусрео са Јосипом Брозом Титом и сином Лолом. Потом је у Мркоњић Граду 25. новембра 1943. присуствовао Првом заседању ЗАВНОБИХ-а. Након повратка у Јајце, Тито му је саопштио вест о погибији његових синова — Иве Лоле (1916—1943), који је страдао од непријатељске авијације приликом поласка војне мисије на Блиски исток и Јурице (1918—1943), који је страдао у борбама са четницима код Колашина. Упркос великој личној трагедији, председавао је 29. и 30. новембра 1943. Другим заседањем АВНОЈ-а. На заседању су донете историјске одлуке за стварање Нове Југославије — АВНОЈ је конституисан у законодавно и извршно представничко тело Југославије, уместо дотадашњег Извршног одбора формиран је Национални комитет ослобођења Југославије (НКОЈ), а Влади Краљевине Југославије у егзилу и краљу Петру II Карађорђевићу забрањен је повратак у земљу до завршетка рата. По завршетку заседања, присуствовао је у Јајцу испраћају посмртних остатака свог старијег сина Лоле Рибара, који је сахрањен на тајној локацији у Горњем Рибнику.
Десетак дана након заседања АВНОЈ-а, донета је одлука да део чланова Председништва АВНОЈ-а и Националног комитета ослобођења Југославије пређе на слободну територију Хрватске и Словеније и тамо ради на успостављању и учвршћивању народне власти. У овој групи, поред Рибара били су: Едвард Кардељ, Моша Пијаде, Родољуб Чолаковић, Тодор Вујасиновић, Влада Зечевић, Марко Вујачић и др. Преко Влашића, Гламочког поља, Дрвара и Лике, стигли су половином јануара 1944. у Горски котар, где су се повезали са Францом Розманом, командантом Главног штаба Словеније. Потом су боравили у Кочевју, центру слободне територије, где су се налазили: Извршни одбор Ослободилачког фронта, ЦК КП Словеније и Главни штаб. Овде су присуствовали Првом заседању СНОО, одржаном 19. фебруара 1944. у Чрномељу, а потом су преко Жумберка, Покупља и Баније, средином марта 1944. дошли у ослобођени Дрвар, где је тада боравио Врховни штаб. Aприла 1944. отишао је у Слуњ, где је присуствовао седници Извршног одбора левог крила Хрватске сељачке странке (ХСС), на којој је Фрањо Гажи, који се залагао за отворену сарадњу са НОП, однео превагу над Божидарем Маговцем, који је заговарао одржавање веза са Мачеком. Након ове седнице Извршни одбор ХСС преименован је у Хрватску републиканску сељачку странку. Почетком маја 1944. присуствовао је у Топуском Трећем заседању ЗАВНОХ-а. На слободној територији Хрватске, остао је до почетка јула 1944. чиме је избегао немачки десант на Дрвар. Из околине Топуског, заједно са Франом Фролом и Марком Вујачићем, совјетским авионом, пребацио се у Бари, а одатле на Вис, где је учествовао у разговорима са представницима Владе Краљевине Југославије у егзилу, са којима је претходно потписан Вишки споразум. Током боравка на Вису, добио је вест да је у Срему убијена његова супруга Тоница (1882—1944).
Заједно са делом чланова Врховног штаба и НКОЈ, предвођенима Александром Ранковићем, половином октобра 1944. пребацио се у Бари, а одатле авионом на ослобођену територију западне Србије. Боравио је у Ваљеву и Аранђеловцу, а крајем октобра дошао је у ослобођени Београд, где се Председништво АВНОЈ-а сместило у зграду Народне скупштине. Како је његова кућа у Француској улици, на Дорћолу била оштећена у бомбардовању 1941, сместио се у кући у Улици Андре Николића на Сењаку. Почетком новембра 1944. учествовао је на Великој антифашистичкој народноослободилачкој скупштини Србије на којој је конституисана Антифашистичка скупштина народног ослобођења Србије (АСНОС), а 19. новембра председавао је првом седницом Председништва АВНОЈ-а одржаном у Београду.
Крајем 1944. и почетком 1945. учествовао је у преговорима о формирању заједничке владе, о постављању краљевских намесника и попуњавању АВНОЈ-а народним посланицима последњег сазива Народне скупштине Краљевине Југославије, који се у току рата нису компромитовали сарадњом са окупатором, као и борби за међународно признање Нове Југославије. Након првобитног одбијања да призна одредбе Београдског споразума (споразум Тито—Шубашић), краљ Петар II Карађорђевић је почетком марта 1945. признао Регентски савет и предао му власт, после чега је 7. марта 1945. формирана Привремена влада Демократске Федеративне Југославије, састављена од чланова Националног комитета ослобођења Југославије и Владе Краљевине Југославије у егзилу.
У време завршних операција за ослобођење Југославије, априла 1945. отишао је у посету Црној Гори. Посетио је тада Подгорицу, Цетиње, Колашин и село Требаљево, где је обишао гроб млађег сина Јурице Рибара. По ослобођењу Трста, који су 2. маја 1945. извршиле јединице Четврта армија ЈА, отишао је у обилазак новоослобођених крајева од Задра до Словеначког приморја. Тада је у Ајдовшчини 5. маја 1945. присуствовао седници Председништва Словеначког народноослободилачког већа на којој формирана именована Народна влада Федералне Државе Словеније, за чијег је председника именован Борис Кидрич. У Трсту га је затекла вест о капитулацији Нацистичке Немачке и завршетку Другог светског рата у Европи.

### Политичка каријера у ФНРЈ
Током лета 1945. учествовао је у припремама Трећег заседања АВНОЈ-а, које је одржано од 7. до 10. августа у Београду и на коме је Антифашистичко веће народног ослобођења Југославије претворено у Привремену народну скупштину Демократске Федеративне Југославије. Као председник Председништва АВНОЈ-а постао је тада председник Председништва Привремене народне скупштине. У јесен 1945. у току предизборне кампање за Уставотворну скупштину, био је кандидат за народног посланика у неколико изборних округа — Шибеник, Карловац, Јајце и Нови Сад, па је током капање обилазио ова подручја и говорио на предизборним зборовима. На изборима за Уставотворну скупштину 11. новембра 1945. изабран је за народног посланика, а као председник Привремене народне скупштине отворио је 29. новембра 1945. конститутивну седницу Уставотворне скупштине, на којој је усвојена Декларација о проглашењу Федеративне Народне Републике Југославија чиме је укинута монархија и проглашена република. На седници Уставотворне скупштине 1. децембра 1945. изабрано је Председништво Уставотворне скупштине на челу са Рибаром. Председништво је имало укупно 35 чланова, а његово руководство, поред председника, чинила су шесторица потпредседника — Димитар Влахов, Марко Вујачић, Филип Лакуш, Моша Пијаде, Ђуро Пуцар Стари и Јосип Рус и секретар Миле Перуничић. Након усвајања Устава ФНРЈ 31. јануара 1946. Председништво Уставотворне скупштине преименовано је у Президијум Народне скупштине ФНРЈ, који је у скоро неизмењеном саставу, било колективни шеф државе све до његовог укидања 14. јануара 1953. када је доношењем Уставног закона уведена функција председника Републике, на коју је изабран Јосип Броз Тито.
Као номинални шеф државе, обављао је читав низ дужности од доделе одликовања до примања акредитива дипломатских представника страних држава. Организовао је свечане пријеме у име Президијума Народне скупштине, присуствовао је првомајским и војним парадама, као и партијским, синдикалним и борачким конгресима. Новембра 1952. налазио се на челу југословенске делегације која је присуствовала сахрани британског краља Џорџа VI. Упркос свим обавезама, два пута недељно је примао грађане, који су долазили са различитим молбама. Често је путовао по земљи и обилазио мање градове и села, а најчешће је одлазио у Карловац и Шибеник. Посебно је одржавао односе са омладином, студентима, младим радницима, средњошколцима и пионирима, који су га често посећивали. Одлазио је у позориште и на концерте, а са великом пажњом је пратио културни живот, пошто се дружио са доста уметника, међу којима су били — Златко Балоковић, Антун Аугустинчић, Мирослав Крлежа и др.
За народног посланика Народне скупштине ФНРЈ биран је на изборима новембра 1945, марта 1950. и новембра 1953, док је за народног посланика Народног сабора НР Хрватске биран јануара 1947, децембра 1950. и децембра 1953. године. Након укидања Президијум Народне скупштине ФНРЈ, јануара 1953. пензионисан је у 72. години, али је у политичком животу ФНР Југославије и НР Хрватске остао активан као члан Главног одбора Социјалистичког савеза радног народа Хрватске и Савезног одбора Социјалистичког савеза радног народа Југославије (ССРНЈ). Из активног политичког живота повукао се јануара 1961, након 80. рођендана. До смрти је учествовао на свим конгресима Савеза комуниста Југославије (СКЈ) и Савеза комуниста Хрватске, ССРН Југославије и ССРН Хрватске и других друштвено-политичких организација, као и обележавањима значајних јубилеја из Народноослободилачког рата (НОР). Активно је учествовао у раду разних друштвених организација. Био је дугогодишњи председник Савеза филателиста Југославије (СФЈ), председник Управног одбора Друштва пријатеља ликовних уметности Загреба, као и члан Савеза есперантиста и др.
До пензионисања 1953. живео је у Београду, након чега се са другом супругом Цатом Дујишин преселио у Загреб. Последње године живота углавном је проводио у Загребу, Карловцу и Строморској, на Шолти, где је имао викендицу. Током летовања 1963. имао је блажи срчани удар, али се опоравио. Последњи, 87. рођендан, прославио је у Карловцу, где је боравио читавог јануара 1968. и где му је 1. фебруара позлило, након чега је пребачен на Интерно одељење војне болнице у Загребу, у којој је преминуо 2. фебруара 1968. године у 14 часова. Према последњој жељи, његови посмртни остаци су кремирани на Новом гробљу у Београду, а урна са пепелом је потом пренета у Загреб и уз највише државне почасти 5. фебруара 1968. положена на гробљу Мирогој, одмах поред гроба Владимира Назора. Говоре на сахрани Ивана Рибара одржали су — Блажо Јовановић, Јаков Блажевић, Лидија Бенчић, академик Иван Јурковић, Владимир Пезо и Милентије Поповић, председник Савезне скупштине.

## Породица
Иван Рибар се августа 1915. у Загребу оженио Антонијом Тоницом Шимат (1882—1944), удовицом апотекара Лује Шимата, са којим је сарађивао у Соколском друштву у Ђакову. Из првог брака, Тоница је имала троје деце — сина Жарка (1902—1975) и ћерке Божену (1906—1977) и Миру (1909—1982), а у браку са Рибаром је добила двојицу синова.
Најстарији син Иван Иво Рибар, познатији као Лола, рођен је априла 1916. у Загребу. Године 1917. породица се преселила у Ђаково, где се марта 1918. родио млађи син Ђурица Рибар, познатији као Јурица. Након завршетка Првог светског рата и активнијег учешћа Ивана Рибара у политичком животу Југославије, породица се 1923. преселила у Београд. Живели су најпре у Фабрици шећера на Чукарици, а 1928. су се преселили у кућу у Француској улици. Ова кућа данас је позната као кућа породице Рибар. Рибарови синови похађали су Основну школу „Краљ Петар Први”, код Саборне цркве, која је од 1952. до 1993. носила назив Основна школа „Браћа Рибар”.
Старији син Лола студирао је право у Паризу и Женеви, а дипломирао је у Београду. Током студија прихватио је комунистичке идеје и прикључио се револуционарном студентском покрету и постао 1937. постао руководилац Савеза комунистичке омладине Југославије (СКОЈ). Млађи син Јурица, такође је студирао право, али се доста занимао за сликарство и похађао сликарску школу Јована Бијелића. Последњи пут на окупу, породица Рибар била је у време избијања Другог светског рата у Југославији.
Њихова кућа у Француској улици страдала је у бомбардовању Београда, априла 1941. па су се на почетку окупације преселили у један стан на Дедињу. Како је убрзо почело хапшење и прогон комуниста, морали су у илегалност. Лола и Јурица су у јесен 1941. отишли у партизане, а остатак породице је остао у окупираном Београду. У току 1942. Тоница и њена ћерка Божена прешле су у Земун, где су се скривале, а Иван је уз Лолину помоћ успео да напусти Београд и преко Загреба оде у партизане. У току рата у Београду је од стране Гестапоа хапшена Тоницина ћерка Мира Вучковић.
У јесен 1943. страдала су оба Рибарева сина. Почетком октобра 1943. у борбама против четника код Колашина, као члан Политодела Четврте пролетерске црногорске бригаде, погинуо је Јурица Рибар. Крајем новембра 1943. приликом напада немачке авијације на авион, којим је требао да отпутује у Бари, погинуо је Лола Рибар. Погинуо је као несуђени шеф прве војне мисије НОВЈ при Савезничком штабу за Блиски исток. Вест о смрти синова Рибар је сазнао непосредно пред почетак Другог заседања АВНОЈ-а.
Након одласка из Земуна, Тоница и Божена боравиле су на ослобођеној територији Срема. Најпре у Карловчићу и Јакову, а потом у Купинову, где их је затекла немачка блокада јула 1944. године. Приликом хапшења од стране фолксдојчера, Тоница је стрељана, а Божена одведена у Бањички логор.
После рата, посмртни остаци Јурице и Тонице Рибар сахрањени су на Новом гробљу у Београду, а посмртни остаци Лоле Рибара у Гробници народних хероја на Калемегдану. До краја живота, Иван Рибар је одржавао добре односе са децом своје прве супруге, а посебно са њеним ћеркама Боженом и Миром, које су живеле у Београду.
Године 1952. оженио се сликарком Катарином Цатом Дујшин (1897—1994), удовицом глумца Дубравка Дујшина. Са Цатом, коју је површно познавао још од пре рата, поново се сусрео 1947. приликом њеног доласка у Београд, ради израде портрета Јосипа Броза Тита, Моше Пијаде и Ивана Рибара. Након зближавања и венчања, Рибар и Цата су до његовог пензионисања 1953. живели у Београду, а потом су се преселили у Загреб, у њен стан у Деметровој улици. Повремено су живели у Карловцу, где су имали кућу, као и у Стоморској на Шолти, где су имали викендицу. Након смрти Цате Дујшин-Рибар, њен стан је поклоњен Музеју града Загреба, где се данас налази Меморијална збирка др Ивана Рибара и Цате Дујшин.

## Одликовања и признања
За политички и државнички рад одликован је са више одликовања, међу којима се поред одликовања из Краљевине Југославије и Федеративне Народне Републике Југославије, налазе и страна одликовања — пољска, албанска и друга.
Међу одликовањима ФНР и СФР Југославије налазе се:
- Орден јунака социјалистичког рада, одликован 1961.
- Орден народног ослобођења, одликован 1945.
- Орден југословенске заставе првог реда (први пут), одликован 1951.[70]
- Орден југословенске заставе првог реда (други пут)
- Орден заслуге за народ првог реда
- Орден братства и јединства првог реда, одликован 1947. и
- Орден за храброст

Године 1950, на предлог маршала Тита унапређен је у чин резервног генерал-мајора ЈНА. Пре тога је у Аустроугарској војсци имао чин резервног поручника, а у Југословенској војсци чин резервног судског капетана.
Био је почасни грађанин Карловца, Бихаћа, Ђакова, Шибеника, Гламоча и Какња.

## Наслеђе
У Дому Народне скупштине Републике Србије након 1947. године подигнута је биста Ивану Рибару као једном од председника Скупштине, те другим председницима овог тела — Моши Пијаде, Милентију Поповићу и Едварду Кардељу, као и председнику Јосипу Брозу Титу. Рибарова, те бисте друге тројице председника Скупштине, су дела вајара Антуна Аугустинчића, Бориса Калина, Николе Јанковића и Зденка Калина.
У Републици Србији његово име носе улице у Београду, Врању, Новом Саду и Ужицу. Насеље изграђено крајем 1980-их и почетком 1990-их на простору новобеоградских блокова 71 и 72, непосредно уз Улицу Ивана Рибара носи назив насеље Др Иван Рибар.
Његово име носиле су — Основна школа „Момчило Настасијевић” из Горњег Милановца, од 1969. до 1993; Основна школа „Милан Ракић” из Новог Београда; Основна школа „Ретковец” у Загребу, од 1968. до 1991, као и Гимназија у Карловцу, од 1968. до 1990. године.
Родна кућа Ивана Рибара у Вукманићу, код Карловца била је након Другог светског рата претворена у спомен-музеј, а испред куће је постављена спомен-биста Ивана Рибара. У току рата у Хрватској, спомен-биста је уништена, а након рата хрватске власти су укинуле музеј и испред зграде поставиле спомен-бисту Фрање Туђмана.

## Галерија
- Са сином Лолом и Мошом Пијаде у Јајцу, 1943.
- Иван Рибар
- Млађи син Јурица Рибар (1918—1943)
- Иван Рибар, 1968.
- Спомен-плоча на кући у Ђакову
- Кућа у Загребу у којој је становао
- Гроб на Мирогоју

## Видите још
- Јурица Рибар
- Иво Лола Рибар
- Породица Рибар
- Кућа породице Рибар